# Коквицы
Коквицы — населённый пункт (некогда село, сейчас — деревня) в Усть-Вымском районе Республики Коми.

## Общие сведения
Расположен на левом берегу реки Вычегда (Эжва) в местах проживания эжватас — этнографической группы коми-зырян.
В 1902 году по завещанию российского книгоиздателя и просветителя Флорентия Павленкова (1839—1900) была построена бесплатная библиотека-читальня, которая действует до сих пор.
Среди выходцев села — коми драматург Александр Ларев, молодой писатель, журналист национального издания «Войвыв кодзув» («Северная звезда») Алексей Полугрудов и другие.

## Население
| 2010 |
| ---- |
| 79   |